# تل مزاری و محوطه مجاور
تل مزاری و محوطه مجاور مربوط به دوران پیش از تاریخ ایران باستان است و در شهرستان بروجن، بخش گندمان، روستای بیژگرد واقع شده و این اثر در تاریخ ۸ مرداد ۱۳۸۱ با شمارهٔ ثبت ۶۰۰۸ به‌عنوان یکی از آثار ملی ایران به ثبت رسیده است.